# Ingemarie Saß
Ingemarie Saß (* 29. Juni 1941 in Rostock als Ingemarie Hansen) ist eine deutsche Sportpädagogin und Hochschullehrerin.

## Leben
Die Tochter eines Lehrers bestand 1960 in Gadebusch ihr Abitur und verrichtete anschließend bis 1964 an der Ernst-Moritz-Arndt-Universität Greifswald ein Lehramtsstudium in den Fächern Deutsch und Körpererziehung. Von 1964 bis 1969 gehörte sie dem Lehrkörper der Medizinischen Fachschule Greifswald an, ab 1969 war sie am Institut für Sportwissenschaften der Universität Rostock tätig. 1973 wurde ebendort ihre Doktorarbeit zum Thema „Probleme der sportlichen Freizeitbetätigung von Mädchen und weiblichen Jugendlichen in allgemeinbildenden Schulen“ angenommen. Hernach hatte Saß an der Universität Rostock eine Stelle als Oberassistentin inne, 1982 schloss sie ihre Habilitation (Titel der Schrift: „Die organisierte sportliche Freizeitbetätigung in Allgemeinen Sportgruppen mit Schülern der Mittel- und Oberstufe. Ein Beitrag zur weiteren inhaltlichen Ausgestaltung des außerunterrichtlichen Sports“) ab. Zwischen 1983 und 1992 war sie an der Universität Rostock Dozentin für Sportmethodik, 1992 trat Saß an derselben Hochschule eine HRG-Professur für Sportpädagogik/Sportdidaktik an, ab 1998 war sie außerplanmäßige Professorin. 2004 schied Saß aus dem Hochschuldienst.
Sie befasste sich in ihrer wissenschaftlichen Arbeit insbesondere mit dem Schulsport, dem Freizeitsport der Lehrplanforschung im Fach Sport, Interkulturellem Lernen sowie sportlichen Lebensstilen, der motorischen Leistungsfähigkeit und olympischen Idealen Heranwachsender. Zum 2001 erschienenen „Handbuch Sportpädagogik“ trug sie den Abschnitt „Schulsport“ bei.